# Ferritina

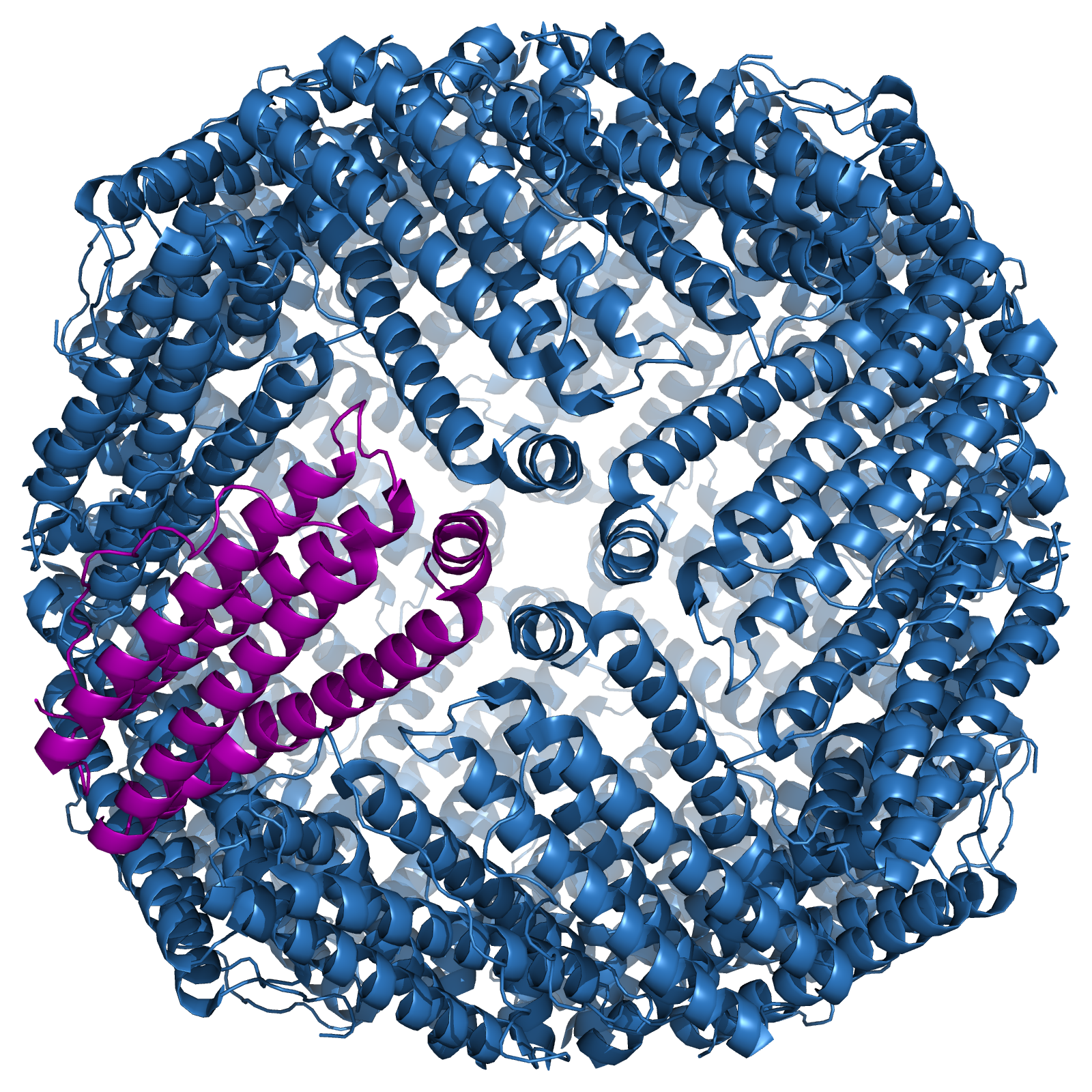
Estructura de la Ferritina

La ferritina és la principal proteïna que emmagatzema el ferro en els vertebrats. Es troba principalment al fetge, a la melsa, a la mucosa intestinal i a la medul·la òssia. Està constituïda per una capa externa de proteïna soluble, l'apoferritina, i una interior composta per hidroxifosfat fèrric.

## Importància biomèdica
La seva quantificació en sang i fluids s'utilitza en medicina per diagnosticar l'anèmia ferropènica. El seu valor és proporcional al dels dipòsits de ferro. Indica la quantitat de ferro disponible en l'organisme. La deficiència de ferro és la causa més comuna de totes la deficiències nutricionals, tant en els països en via de desenvolupament com en els desenvolupats; és a més la causa més freqüent d'anèmia en medicina general i hematologia. S'ha suposat que més del 95% de les anèmies en una població aparentment normal, es deuen a una deficiència de ferro, determinant-se en pocs estudis, la seva confirmació a través de la prova terapèutica o per altres exàmens de laboratori.
En general, els valors baixos de ferritina estan acompanyats de nivells baixos de ferro. L'embaràs és altra situació amb valors baixos de ferritina. Els valors alts indiquen nivells alts de ferro, que s'associen a altres malalties com hemocromatosi, hemosiderosi, intoxicació per ferro o anèmia megaloblàstica i hemolítica. La mesura del valor de la ferritina s'utilitza també per al control dels dipòsits de ferro en la insuficiència renal crònica.

## Descripció
La ferritina és una proteïna especialitzada en el dipòsit del ferro. Té la forma d'una esfera buida o amb una cavitat interna, que constitueix la part proteica denominada apoferritina, i que forma la coberta que protegeix el ferro, que es troba en el seu interior. En altres paraules, la molècula sense el ferro es denomina apoferritina, amb un pes molecular de 430000 a 480000 daltons; i la molècula amb el ferro es denomina ferritina, i té un pes molecular de 900000 daltons. La seva vida mitjana és d'aproximadament de 50 a 75 hores. Es troba present en grans concentracions al fetge, a la melsa, a la medul·la òssia i al múscul esquelètic. Però també ha estat identificada en molts altres teixits, en gairebé totes les cèl·lules corporals, incloent els leucòcits, el plasma i fins i tot teixits neoplàstics (com a marcador tumoral). La importància fonamental de la ferritina és la de poder mantenir emmagatzemat el ferro en els dipòsits. El ferro iònic no unit és tòxic; però és essencial per a la vida i ha de ser conservat. Per tant, el poder ser emmagatzemat en els teixits no solament evita la seva toxicitat, sinó que pot ser utilitzat quan l'organisme ho requereixi. Ara bé, la ferritina en els teixits mai està completament saturada amb ferro, permetent d'aquesta manera que ferro lliure pugui ser incorporat immediatament.

## Dipòsits de ferro
El ferro que excedeix les necessitats funcionals immediates és dipositat als teixits de dues formes:
- Com una fracció difosa, soluble i mòbil anomenada ferritina.
- Com un agregat insoluble anomenat hemosiderina.

## Hemosiderina
L'hemosiderina és l'acumulació de partícules de ferritina que desenvolupen estructures paracristal·lines i masses intracel·lulars que donaran lloc a grànuls orgànics impregnats amb òxid fèrric i proteïnes degradades. No són homogènies, però sí solubles. Són visibles al microscopi de llum corrent com grànuls intracel·lulars grocs daurats, amb tinció d'hematoxicilina i eosina i d'un intens blau amb tinció de ferrocianur de potassi o blau de Prússia.

## Ferritina plasmàtica
També anomenada ferritinèmia. Recentment, amb el desenvolupament d'estudis de radioimmunoanàlisis altament sensibles, es va poder demostrar la presència de petites quantitats de ferritina presents al plasma de persones sanes. Posteriorment es va demostrar que existeix una estreta relació entre la grandària dels dipòsits de ferro corporals i la concentració de ferritina en el plasma. La ferritina plasmàtica és secretada per totes les cèl·lules corporals productores de ferritina i difereix de la ferritina tissular que és parcialment glicosilada i eximeix gairebé totalment de ferro. De tal manera que la ferritina plasmàtica no augmenta el ferro sèric, tret que existeixi una necrosis hepatocel·lular. És considerada actualment com la principal prova per a detectar estats de deficiència o de sobrecàrregues de ferro corporal. Cada microgram de ferritina plasmàtica per litre equival a 8 a 10 mg de ferro de dipòsit. La ferritina plasmàtica reflecteix la grandària del dipòsit corporal de ferro. La principal destinació de la ferritina plasmàtica és l'hepatòcit i no els eritròcits immadurs.

## Diagnòstic pel laboratori
S'han de separar les proves de laboratori entre les quals corresponen al diagnòstic de la deficiència de ferro, d'aquelles que corresponen a les característiques d'anèmia.
Entre les primeres, s'utilitza sovint la concentració del ferro plasmàtic, el límit inferior del qual és 60 µg/dl, la capacitat total de saturació de la transferrina per ferro, els límits normals del qual són de 300 a 360 µg/dl i el percentatge de saturació de transferrina obtinguda, multiplicant per 100 la concentració de ferro plasmàtic i dividint-lo per la capacitat total de saturació de transferrina. Aquest últim índex, considerat com el més exacte dels tres, presenta la deficiència de ferro nivells entre 15 i 16%. La concentració de porfirina no saturada amb ferro (protoporfirina) dels eritròcits és una altra prova diagnòstica i es troba augmentada per sobre de 100 µg/dl en pacients amb deficiència de ferro. S'ha assenyalat, que tant el percentatge de saturació de transferrina com la concentració de protoporfirina mesuren el grau de deficiència eritropoieica. En canvi, la concentració de ferritina al plasma mesura el grau de depleció tissular de ferro, establint-se com a límit inferior una concentració > de 12 µg/L. S'utilitzen també altres proves per a mesurar la deficiència de ferro, com el nombre de sideroblasts i la quantitat d'hemosiderina a la medul·la òssia, estant disminuïts en menys de 10% els primers i disminuïda o absent qualitativament la segona. També es pot utilitzar la prova dels receptors de la transferrina, però desafortunadament pocs són els laboratoris que han estandarditzat el procediment. Cap de les proves per a la determinació de la deficiència de ferro és exacta 100%, per la qual cosa se suggereix practicar més d'una prova de laboratori, per a corregir els errors propis dels mètodes i les alteracions dels resultats provocats per altres causes patològiques.

### Resultats de laboratori
Quadre Hemàtic: la deficiència incipient de ferro pot incloure només anisocitosis lleus, amb un augment de l'amplada de la distribució eritrocitària (RDW o IDE); però conforme es manifesta l'anèmia profunda apareixen la hipocromia i la microcitosi. L'anèmia es farà present amb una disminució de xifres d'hemoglobina i hematòcrit; el recompte de glòbuls vermells sortirà falsament elevat a causa de l'anèmia del pacient, per la microcitosi que presenta. En aquest cas d'anèmia més severa és freqüent trobar poiquilocitosi, micròcits anòmals i les cèl·lules "quasi cilíndriques", així com els anomenats anulòcits que són glòbuls vermells que han perdut la majoria de la pal·lidesa central fins a adquirir la forma d'un anell. El nombre de reticulòcits sol ser normal i només a vegades s'identifiquen eritròcits policromatòfils.
També són normals el nombre i la morfologia dels leucòcits. El nombre de plaquetes també està dins de la normalitat, tot i que també pot haver trombocitopènia o trombocitosi. Aquesta última és deguda a l'hiperestímul medul·lar restant de l'anèmia i pot manifestar-se en recomptes plaquetaris superiors al milió de cèl·lules, però en aquests casos els trombòcits tenen una forma normal i la trombocitosi reactiva mostra una resolució amb el tractament de la deficiència de ferro.
Estudi de la medul·la òssia: a la medul·la òssia s'observa hipercel·lularitat a causa de la sèrie eritroide i l'hemosiderina tissular que es troba considerablement disminuïda o absent. La cel·lularitat total i la proporció entre elements mieloides i eritroides són variables en l'anèmia ferropènica. Els canvis en els precursors eritroides també són inespecífics. Els normoblasts poden presentar hemoglobinització deficient, amb citoplasma escàs i sovint vacuolat.

### Maneres de Valoració
La valoració de les reserves de ferro a la medul·la òssia pot realitzar-se de dues maneres:
1. Avaluant la presència d'hemosiderina que es troba dins de les cèl·lules reticuloendotelials; en aquests casos l'hemosiderina s'identifica en partícules de medul·la òssia no tenyides, però la tinció de ferro per mitjà de ferrocianur potàssic és més precisa. Qualsevol indici de ferro emmagatzemat descarta pràcticament el diagnòstic d'anèmia ferropènica. Abans de corroborar que no hi ha reserves de ferro, el metge ha de tenir la seguretat que existeixen partícules òssies de la medul·la per a la valoració.
2. També pot valorar-se la presència de grànuls de ferro dins dels normoblasts. La deficiència de ferro o l'anèmia en malalties cròniques, disminueix o falta del tot la incorporació del ferro en els eritròcits en desenvolupament.

### Ferritina sèrica
A més de l'estudi de la medul·la òssia, la mesura de ferritinèmia pot ser que sigui el recurs diagnòstic més útil per a corroborar la presència d'anèmia ferropènica simple. No obstant això, al marc d'estats inflamatoris, lesió, etc. cal interpretar amb cautela aquestes dades, ja que la ferritina pot trobar-se falsament normal, malgrat la deficiència de ferro. La ferritina sèrica té relació precisa amb les reserves totals de ferro corporal i reflecteix amb bastant precisió el que està dins de les cèl·lules reticuloendotelials. Les concentracions menors a 10 µg/L són típiques de l'anèmia ferropènica; els que excedeixen de 50 µg/L constitueixen una dada que va en contra del diagnòstic esmentat, fins i tot en presència d'inflamació o hepatopatia.

### Ferro sèric
Aquest paràmetre, per si sol, no constitueix una mesura fiable de la deficiència de ferro. Sol disminuir en aquesta situació, però de vegades és normal fins i tot amb deficiència moderada. Les xifres normals van de 50 a 200 µg/DL, i comunament són majors en homes que en dones. També s'ha trobat una variació diürna i els valors són de 10 a 40 µg/DL menors durant la nit. El ferro sèric sovint disminueix en càncers, problemes inflamatoris i amb la isquèmia del miocardi. La quantificació en si pot generar molts resultats positius falsos. Augmenta durant la quimioteràpia i gairebé sempre després de la suplantació amb ferro per via oral o parenteral. La ingestió de ferro ha d'interrompre's durant 24 hores abans de mesurar la seva concentració en sèrum. Després de l'administració parenteral, l'increment en aquesta xifra persisteix durant setmanes. És millor avaluar la concentració sèrica de ferro juntament amb les de ferritina i transferrina, per a facilitar la distinció entre l'anèmia ferropènica i altres quadres.

### Protoporfirina eritrocítica lliure
Coneguda també com a FEP. La reacció final de la síntesi de l'hemo comprèn la incorporació de ferro a l'anell protoporfirínic; aquesta reacció és catalitzada per l'enzim ferroquelasa a la membrana interna del mitocondri del normoblast. Les concentracions de FEP mesuren la quantitat de protoporfirina no incorporada a l'hemo. És útil per distingir entre trastorns entre la síntesi de l'hemo (com ferropènia, anèmia de les malalties cròniques, anèmia sideroblàstica i intoxicació per plom) i les anomalies durant la síntesi de la globina (com talassèmies). En nens és més útil per a la investigació primària de deficiència de ferro o intoxicació per plom.